# Megachile abessinica
Megachile abessinica är en biart som beskrevs av Heinrich Friese 1915. Megachile abessinica ingår i släktet tapetserarbin, och familjen buksamlarbin. Inga underarter finns listade i Catalogue of Life.